# Şerban Ciochină
Şerban Ciochină (Bucarest, 30 novembre 1939 – 24 aprile 2023) è stato un triplista rumeno.

## Biografia
Nel 1964 prese parte ai Giochi olimpici di Tokyo e conquistò il quinto posto. Nel 1966 fu medaglia d'oro ai Giochi europei indoor di Dortmund, mentre si classificò settimo ai campionati europei di Budapest. Nel 1968 fu quarto ai Giochi europei indoor di Madrid e tredicesimo ai Giochi olimpici di Città del Messico. Nel 1970 conquistò la medaglia di bronzo ai campionati europei di Vienna. 
Nell'arco della sua carriera vinse sei titoli nazionali nel salto triplo.

## Palmarès
| Anno | Manifestazione        | Sede              | Evento       | Risultato | Prestazione | Note |
| ---- | --------------------- | ----------------- | ------------ | --------- | ----------- | ---- |
| 1964 | Giochi olimpici       | Tokyo             | Salto triplo | 5º        | 16,23 m     |      |
| 1966 | Giochi europei indoor | Dortmund          | Salto triplo | Oro       | 16,43 m     |      |
| 1966 | Europei               | Budapest          | Salto triplo | 7º        | 16,22 m     |      |
| 1968 | Giochi europei indoor | Madrid            | Salto triplo | 4º        | 16,42 m     |      |
| 1968 | Giochi olimpici       | Città del Messico | Salto triplo | 13º       | 15,62 m     |      |
| 1970 | Europei indoor        | Vienna            | Salto triplo | Bronzo    | 16,47 m     |      |

## Campionati nazionali
- 6 volte campione rumeno assoluto del salto triplo (dal 1963 al 1968)